# Inguches
Inguches ou inguchos (em inguche:   Гӏалгӏай, transl. ghalghai, literalmente: "habitantes da fortaleza") são um grupo étnico do norte do Cáucaso que habita majoritariamente a República da Inguchétia, integrante da Federação da Rússia. Os inguches são predominantemente muçulmanos sunitas, e a sua língua é o inguche, que tem um elevado grau de inteligibilidade mútua com a vizinha língua chechena.